# مات ميلانو
ماثيو فينسينت ميلانو (من مواليد 28 جويلية 1994 في أورلاندو ، فلوريدا ) هو لاعب كرة قدم أمريكي متميز و فائز بعديد الجوائز أمريكي الجنسية، يلعب كلاعب ظهير في فريق بافالو بيلز من الرابطة الوطنية لكرة القدم (NFL).
في السابق، لعب ميلانو على مستوى الجامعة لصالح فريق إيجلز ممثلاً لجامعة بوسطن .

## سيرة شخصية

### شباب
مات ميلانو هو ابن جانيت ومايك ميلانو. لديه أخ اسمه مايكل وأخت اسمها جينا. التحق بمدرسة دكتور فيليبس الثانوية في أورلاندو ، فلوريدا حيث لعب لفريق الفهود بجامعته و تميز كثيرا في بدايته كهاو لهذه الرياضة.